# Escuela de Trabajo Social, Política y Práctica de la Familia Crown
La Escuela de Trabajo Social, Política y Práctica de la Familia Crown, anteriormente llamada Escuela de Administración de Servicios Sociales (ASS), es la escuela de trabajo social de la Universidad de Chicago.

## Historia
La escuela fue fundada en 1903 por el ministro y educador en trabajo social Graham Taylor como el Centro de Ciencias Sociales para la Capacitación Práctica en Trabajo Filantrópico y Social. Para 1920, gracias a los esfuerzos de las madres fundadoras Edith Abbott, Grace Abbott y Sophonisba Breckinridge, junto con otros fideicomisarios notables como la trabajadora social Jane Addams y el filántropo Julius Rosenwald, la escuela se fusionó con la Universidad de Chicago como una de sus escuelas de posgrado. Se hizo conocida a partir de ese momento como la Escuela de Administración de Servicios Sociales. El edificio del campus que ocupa la escuela fue diseñado por el famoso arquitecto modernista Ludwig Mies van der Rohe.
El 27 de enero de 2021, la universidad anunció que luego de una donación de $75 millones de James Crown y Paula Crown, la ASS pasó a llamarse Escuela de Trabajo Social, Política y Práctica de la Familia Crown.

## Programas
La escuela ofrece un programa de nivel de maestría y un programa de nivel de doctorado en ciencias sociales. El programa de maestría tiene una duración de dos años y se puede realizar a tiempo completo o parcial. Otorga a los graduados con un MA licenciatura en trabajo social. El programa de doctorado otorga a los candidatos que se gradúan en un Ph.D.

## Rankings
La ASS está clasificada como el mejor programa de posgrado en trabajo social en el Informe Gourman y tercero por US News.